# Normal (film)
Normal är en amerikansk kriminalthrillerfilm, som har en planerad premiär i september 2025 på Toronto International Film Festival. Filmen är regisserad av Ben Wheatley efter ett manus skrivet av Derek Kolstad.

## Handling
Ulysses kommer till den sömniga staden Normal för att tjänstgöra som tillfällig sheriff efter den tidigare sheriffens bortgång. Ett bankrån i Normal får Ulysses att upptäcka att ett kriminellt genomsyrar hela staden.

## Rollista (i urval)
- Bob Odenkirk - Ulysses
- Henry Winkler - Normals borgmästare
- Lena Headey - Moira
- Billy MacLellan
- Brendan Fletcher
- Peter Shinkoda
- Jess McLeod